# Chaetomium cupreum
Chaetomium cupreum är en svampart som beskrevs av L.M. Ames 1950. Chaetomium cupreum ingår i släktet Chaetomium och familjen Chaetomiaceae.   Inga underarter finns listade i Catalogue of Life.